# Leucomphalos mildbraedii
Leucomphalos mildbraedii är en ärtväxtart som först beskrevs av Hermann August Theodor Harms, och fick sitt nu gällande namn av Franciscus Jozef Breteler. Leucomphalos mildbraedii ingår i släktet Leucomphalos och familjen ärtväxter. Inga underarter finns listade i Catalogue of Life.